# Le Vieil-Évreux
Le Vieil-Évreux è un comune francese di 758 abitanti situato nel dipartimento dell'Eure nella regione della Normandia.

## Società

### Evoluzione demografica
Abitanti censiti